# Cerro Chinchirilla
El cerro Chinchirilla o Chinchirina está situado cerca de la localidad de Pinos del Valle, Granada. Su situación geográfica es de latitud 36º54'13.23" N y longitud 3º33'46.28" W. Su altitud es de 1059 metros. Su vegetación consiste principalmente en pinares de repoblación y chaparros.
Sobre este cerro se asienta la ermita del Santo Cristo del Zapato, donde se celebra la fiesta de Pinos del Valle-Santo Cristo del Zapato y se venera una imagen de Cristo, copia del Santo Cristo del Zapato (Lucca, Italia), desde el 9 de octubre de 1791.